# Pipa arrabali
Pipa arrabali es una especie de anfibio anuro de la familia Pipidae.

## Distribución geográfica
Esta especie es endémica del norte-centro de Sudamérica. Habita hasta 860 m de altitud:
- en el oriente venezolano;
- en Guyana;
- en el oeste de Surinam;
- en el centro, oeste y norte de Brasil.[3]

Puede vivir en cualquier punto de agua en la selva tropical, permanente o temporal, incluso tan pequeño como un charco o zanja.

## Comportamiento
Es una especie acuática, pero capaz de moverse en el suelo cuando su punto de agua se seca. El desarrollo de los jóvenes se realiza en el dorso de la madre; Sólo serán liberados después de su metamorfosis.

## Estado de conservación
Si bien las poblaciones están perturbadas localmente por las actividades humanas (en particular, la deforestación), esta especie no parece tener una disminución significativa, y la UICN la ha clasificado como "LC" (preocupación menor). Además, algunas poblaciones viven en áreas protegidas, como el parque nacional Canaima en Venezuela. Sin embargo, debemos tener en cuenta la fragilidad de ciertas poblaciones: en el este de Venezuela, una población ha desaparecido después de que una carretera ha sido asfaltada.

## Etimología
Esta especie lleva el nombre en honor a Jailton Aguiar Arrabal. 

## Publicación original
- Izecksohn, 1976 : Uma nova espécie de Pipa do Estado do Amazonas, Brasil (Amphibia, Anura, Pipidae). Revista Brasileira de Biologia, vol. 36, p. 507-510.[4]